# Narcís Roca (impressor)
Narcís Roca (Vic, 1808 - Reus, 1875) va ser un impressor i llibreter català.

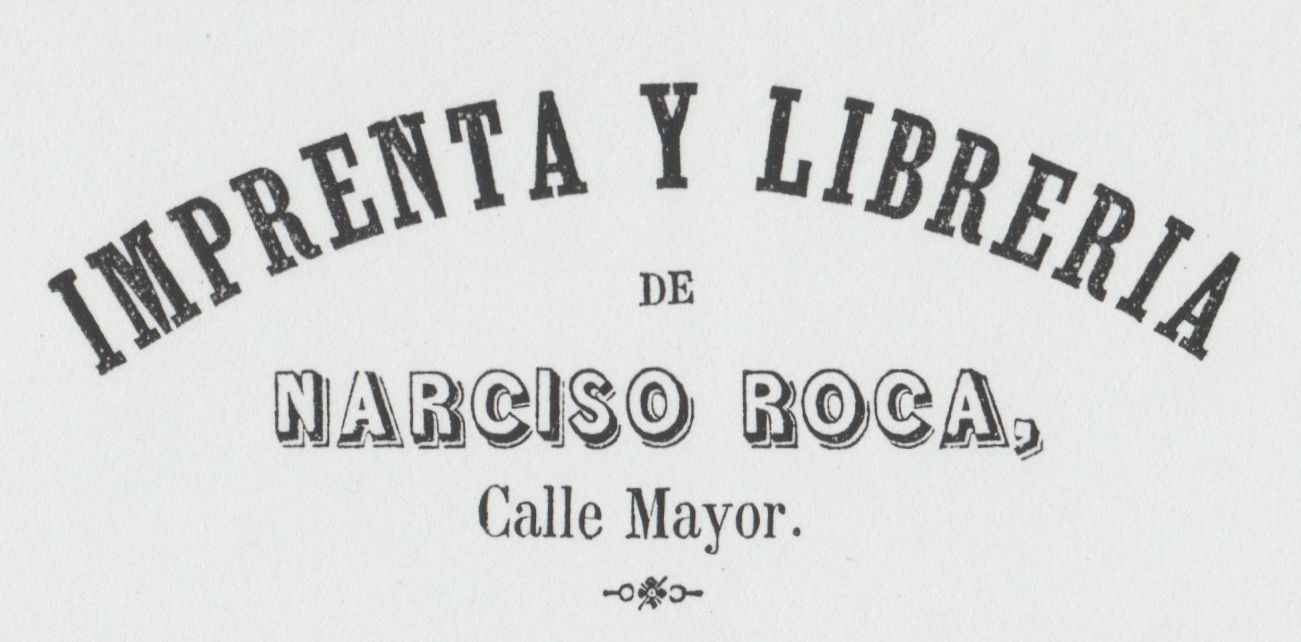
Capçalera d'una factura de l'impressor Narcís Roca. 1866

Fill del també impressor Francesc Roca, va néixer a Vic el 1808, i l'any següent era a Reus amb el seu pare, fugint de la guerra del francès. Als 17 anys, el 1825, ja treballa d'impressor al taller familiar. El 1846 apareixen impresos signats per Francesc i Narcís Roca. El fill portava la direcció de la impremta davant de la malaltia del seu pare, que morí el 1847. Aquell mateix any, Narcís modernitzà la llibreria, situada al carrer Major número 11, i la maquinària de la impremta, i va diversificar la temàtica dels seus impresos. A més dels catecismes i llibrets de novenes que imprimia el seu pare, imprimia també llibres de primeres lletres, algunes novel·les i els reglaments de les societats reusenques, que a més li encarregaven impresos publicitaris i comercials. El 1848 tenia als seus locals un taller de confecció de llibres ratllats i maquinària per elaborar paper de fumar, i venia a l'engròs material de papereria. Dels cinc impressors que hi havia a Reus el 1850, el més important era Narcís Roca. La seva impremta era la més antiga de les instal·lades a la ciutat, i la més coneguda. Jaume Fort Prats diu d'aquesta impremta: "La afición a la lectura empezó a despertar [el 1866], motivado que los señores de Roca aumentaran su existencia de libros". I cita una nota del Diari de Reus que explicava que la coneguda llibreria de Roca, al carrer Major, ofereix un repertori escollit d'obres nacionals i estrangeres que ha col·locat als aparadors muntats fa pocs dies, que n'augmenten la visibilitat i en faciliten la consulta. Narcís Roca va seguir al front del seu negoci, al qual s'hi havia incorporat el seu fill Francesc Roca i Ferrer, fins al 1875, oferint obres de molta qualitat. Després el fill va seguir amb la impremta. Observant els impresos sortits de l'obrador de Narcís Roca, es veu que reutilitzà gravats d'altres impressors reusencs que ja havien desaparegut. El 1871 usà gravats de l'impressor Joan Muñoa, i abans n'havia utilitzat alguns de Josep Arnavat. Els impressors, al deixar l'ofici o morir sense hereus, venien els materials a altres professionals en actiu.